# Anablepsoides caurae
Anablepsoides caurae är en fiskart som beskrevs av Alfred C. Radda 2004. Arten ingår i släktet Anablepsoides, och familjen Rivulidae. Inga underarter finns listade i Catalogue of Life.